# Kach
Kach (hebrejsky כ"ך‎, zkratka pro Kahane la-Kneset, hebrejsky כהנא לכנסת‎, tzn. Kahane do Knesetu) byla izraelská krajně pravicová politická a polovojenská organizace, založená v roce 1971 rabínem Meirem Kahanem, která byla Izraelem v roce 1994 zakázána a označena za teroristickou organizaci. V USA byla klasifikována jako „entita speciálně označených globálních teroristů (SDGT)“. 
Sympatizantem strany byl i Itamar Ben Gvir, který byl od prosince 2022 do ledna 2025 izraelským ministrem národní bezpečnosti v šesté vláda Benjamina Netanjahua.

## Historie
Vznikla jako izraelská odnož amerického extremistického hnutí Židovská obranná liga. Ideologie organizace je založena na tzv. kahanismu, což je radikální forma sionismu, která Židy považuje za nadřazený národ a požaduje vyhnání Arabů z celého území biblického Izraele (dosahující i mimo hranice současného státu).
Po zavraždění Meira Kahaneho v roce 1990 se na jeho počest od hlavní strany oddělilo hnutí Kahane Chaj (hebrejsky: כהנא חי, tj. Kahane žije), ale prakticky obě frakce tvořily stále stejnou organizaci.

## Volby
Po několika volebních neúspěších se straně Kach ve volbách v roce 1984 podařilo vstoupit do Knesetu, ze všech následujících voleb však byly Kach a Kahane Chaj vyloučeny pro podněcování rasismu a v r. 1994 byly obě strany zakázány.

## Trestná činnost
Organizace byla obviněna z několika násilných činů, pokusů o bombové útoky a z navádění k násilí proti arabskému obyvatelstvu. Vedení Kach vyjádřilo podporu pro čin svého člena Barucha Goldsteina, který provedl krvavý masakr v Jeskyni patriarchů ve městě Hebron, když tam 25. února 1994 zastřelil nejméně 29 Palestinců. Kach má také úzké vazby k hnutí Ejal, jehož člen Jigal Amir zavraždil izraelského premiéra Jicchaka Rabina.
Kach a Kahane Chaj jsou v současnosti vládami Izraele, Kanady, USA a Evropskou unií považovány za teroristické organizace.